# Bernard Ringeissen
Bernard Ringeissen (* 15. Mai 1934 in Paris; † 4. April 2025 in Gisors) war ein französischer klassischer Pianist.

## Leben
Bernard Ringeissen begann im Alter von sieben Jahren mit Klavierunterricht. Sein erster Lehrer war Georges de Lausnay. Mit ihm arbeitete Ringeissen nach seinem Eintritt am Conservatoire national supérieur de musique de Paris (CNSM) im Jahr 1947 weiter. Vier Jahre später gewann Ringeissen den ersten Preis des Konservatoriums sowie einen weiteren Preis 1951 für seine kammermusikalischen Studien bei Pierre Pasquier. Nach seiner Graduierung begann Ringeissen Spezialstudien bei Marguerite Long und später bei Jacques Février. Er startete eine Konzertkarriere in Frankreich, Holland, Belgien, Luxemburg, Deutschland und Österreich.
1953 unterbrach Ringeissen auf Anraten seiner Lehrer seine öffentlichen Auftritte, um sich auf internationale Musikwettbewerbe vorzubereiten. Er erreichte einen zweiten Preis (zusammen mit Sergio Scopelliti) und gewann den Aldo Ciccolino Preis beim Alfredo Casella-Wettbewerb in Neapel. Er erreichte erste Preise 1954 beim Musik-Wettbewerb in Genf und 1955 beim 4. und 5. Internationalen Chopin-Wettbewerb in Warschau sowie beim Grand Prix Francis Salabert in Paris. 1962 gewann er den ersten Preis beim Heitor Villa-Lobos-Wettbewerb in Rio de Janeiro, der von Aleksander Sienkiewicz, einem Schüler von Paderewski, initiiert und organisiert wurde. 1989 erhielt Ringeissen den Robert-Schumann-Preis der Stadt Zwickau.
Nach seinen Erfolgen in Warschau und Paris im Jahr 1955 unternahm Ringeissen eine sechsmonatige Konzerttournee auf dem amerikanischen Kontinent. Er gab über einhundert Konzerte in Kanada, Mexiko und Brasilien. Seine Karriere ging ununterbrochen für mehrere Jahrzehnte weiter. Er arbeitete mit Orchestern aus Paris, Leipzig, Dresden, Berlin und Warschau zusammen. Er war auf internationalen Festivals in Athen, Aix-en-Provence, Marienbad, Besançon und Duszniki-Zdrój als Pianist präsent. Er gab oft in Polen Konzerte, wo er seit den 1955er-Wettbewerben eine große Fangemeinde hatte.
Bernard Ringeissen hatte ein großes Repertoire. Er spielt Stücke von Mozart, Beethoven, Johannes Brahms, Robert Schumann, Franz Liszt, Sergei Rachmaninov, Tschaikowski, Camille Saint-Saëns, César Franck, Milhaud, Ravel, Skrjabin, Prokofjew und Chopin. Ringeissen nahm zahlreiche Musikwerke für Labels wie Erato, Polskie Nagrania, Wifon, Adés, Calliopé, Harmonai Mundi, Naxos und andere auf Tonträger auf. Er hat Werke von Charles-Valentin Alkan, Debussy, Chopin, Józef Wieniawski, César Cui, Rimski-Korsakow, Balakirew, Camille Saint-Saëns (Gesamtwerk) und von Igor Strawinsky (Gesamtwerk) aufgenommen.
Ringeissen wirkte bei zahlreichen internationale Musikwettbewerben als Juror, so beim Long-Thibaud-Wettbewerb in Paris, dem Chopin-Wettbewerb in Warschau (1975, 1985, 1990, 1995 und 2000), bei Schumann-Wettbewerb in Zwickau, beim Bach-Wettbewerb in Leipzig, beim Schubert-Wettbewerb in Dortmund und anderen mehr. Er gab Kurse am Conservatoire national de région (C.N.R.) in Rueil-Malmaison. Ringeissen gab auch zahlreiche Meisterkurse am Mozarteum in Salzburg und bei der internationalen Sommerakademie in Weimar.